# Tournoi de tennis du Mexique
Le tournoi du Mexique est un tournoi de tennis professionnel masculin du circuit ATP, classé en catégorie ATP 500, et féminin du circuit WTA, en catégorie International.
L'épreuve est organisée chaque année à Acapulco, fin février, en extérieur. Tandis qu'elle se disputait sur terre battue jusqu'en 2013, elle se joue désormais sur dur.
- L'épreuve féminine se joue depuis 2001.
- L'épreuve masculine remonte à 1993. Organisée à Mexico, elle déménage en 2001 à Acapulco, au Fairmont Princess.

Chez les dames, Flavia Pennetta a atteint six finales consécutives de 2004 à 2009, en remportant deux (2005 et 2008). Avec deux titres acquis, elle détient le record du tournoi, aux côtés de Venus Williams, Amanda Coetzer et Sara Errani.
Chez les messieurs, Thomas Muster, David Ferrer et Rafael Nadal ont chacun décroché quatre titres.
Un autre tournoi de tennis des circuits WTA et ATP est organisé au Mexique, l'Open de Monterrey.

## Palmarès dames

### Simple
| No       | Date       | Nom et lieu du tournoi                                | Catégorie      | Dotation       | Surface        | Vainqueure          | Finaliste              | Score          |                |
| -------- | ---------- | ----------------------------------------------------- | -------------- | -------------- | -------------- | ------------------- | ---------------------- | -------------- | -------------- |
| 1        | 04-10-1953 | Pan American International, Mexico                    |                | NC             | Terre (ext.)   | Maureen Connolly    | Shirley Fry            | 6-1, 6-1       |                |
|          | 1954-1964  | Pas de tournoi                                        | Pas de tournoi | Pas de tournoi | Pas de tournoi | Pas de tournoi      | Pas de tournoi         | Pas de tournoi | Pas de tournoi |
| 2        | 29-03-1965 | Pan-American Championships, Mexico                    |                | NC             | Terre (ext.)   | Margaret Smith      | Monique Salfati        | 6-4, 6-2       | Tableau        |
|          | 1966-1968  | Pas de tournoi                                        | Pas de tournoi | Pas de tournoi | Pas de tournoi | Pas de tournoi      | Pas de tournoi         | Pas de tournoi | Pas de tournoi |
| Ère Open |            |                                                       |                |                |                |                     |                        |                |                |
|          | 1969-2000  | Pas de tournoi                                        | Pas de tournoi | Pas de tournoi | Pas de tournoi | Pas de tournoi      | Pas de tournoi         | Pas de tournoi | Pas de tournoi |
| 3        | 26-02-2001 | Abierto Mexicano Pegaso, Acapulco                     | Tier III       | 170 000 $      | Terre (ext.)   | Amanda Coetzer      | Elena Dementieva       | 2-6, 6-1, 6-2  | Tableau        |
| 4        | 25-02-2002 | Abierto Mexicano Pegaso, Acapulco                     | Tier III       | 200 000 $      | Terre (ext.)   | Katarina Srebotnik  | Paola Suárez           | 6-71, 6-4, 6-2 | Tableau        |
| 5        | 24-02-2003 | Abierto Mexicano Pegaso, Acapulco                     | Tier III       | 170 000 $      | Terre (ext.)   | Amanda Coetzer      | Mariana Díaz-Oliva     | 7-5, 6-3       | Tableau        |
| 6        | 01-03-2004 | Abierto Mexicano Movistar, Acapulco                   | Tier III       | 170 000 $      | Terre (ext.)   | Iveta Benešová      | Flavia Pennetta        | 7-65, 6-4      | Tableau        |
| 7        | 21-02-2005 | Abierto Mexicano HSBC, Acapulco                       | Tier III       | 180 000 $      | Terre (ext.)   | Flavia Pennetta     | Ľudmila Cervanová      | 3-6, 7-5, 6-3  | Tableau        |
| 8        | 27-02-2006 | Abierto Mexicano HSBC, Acapulco                       | Tier III       | 180 000 $      | Terre (ext.)   | Anna-Lena Grönefeld | Flavia Pennetta        | 6-1, 4-6, 6-2  | Tableau        |
| 9        | 26-02-2007 | Abierto Mexicano Telcel, Acapulco                     | Tier III       | 180 000 $      | Terre (ext.)   | Émilie Loit         | Flavia Pennetta        | 7-60, 6-4      | Tableau        |
| 10       | 25-02-2008 | Abierto Mexicano Telcel HSBC, Acapulco                | Tier III       | 180 000 $      | Terre (ext.)   | Flavia Pennetta     | Alizé Cornet           | 6-0, 4-6, 6-1  | Tableau        |
| 11       | 23-02-2009 | Abierto Mexicano Telcel HSBC, Acapulco                | Intern'l       | 220 000 $      | Terre (ext.)   | Venus Williams      | Flavia Pennetta        | 6-1, 6-2       | Tableau        |
| 12       | 22-02-2010 | Abierto Mexicano Telcel HSBC, Acapulco                | Intern'l       | 220 000 $      | Terre (ext.)   | Venus Williams      | Polona Hercog          | 2-6, 6-2, 6-3  | Tableau        |
| 13       | 21-02-2011 | Abierto Mexicano Telcel HSBC, Acapulco                | Intern'l       | 220 000 $      | Terre (ext.)   | Gisela Dulko        | Arantxa Parra Santonja | 6-3, 7-65      | Tableau        |
| 14       | 27-02-2012 | Abierto Mexicano Telcel, Acapulco                     | Intern'l       | 220 000 $      | Terre (ext.)   | Sara Errani         | Flavia Pennetta        | 5-7, 7-62, 6-0 | Tableau        |
| 15       | 25-02-2013 | Abierto Mexicano Telcel, Acapulco                     | Intern'l       | 235 000 $      | Terre (ext.)   | Sara Errani         | Carla Suárez Navarro   | 6-0, 6-4       | Tableau        |
| 16       | 24-02-2014 | Abierto Mexicano Telcel, Acapulco                     | Intern'l       | 226 750 $      | Dur (ext.)     | Dominika Cibulková  | Christina McHale       | 7-63, 4-6, 6-4 | Tableau        |
| 17       | 23-02-2015 | Abierto Mexicano Telcel por HSBC, Acapulco            | Intern'l       | 226 750 $      | Dur (ext.)     | Timea Bacsinszky    | Caroline Garcia        | 6-3, 6-0       | Tableau        |
| 18       | 22-02-2016 | Abierto Mexicano Telcel por HSBC, Acapulco            | Intern'l       | 226 750 $      | Dur (ext.)     | Sloane Stephens     | Dominika Cibulková     | 6-4, 4-6, 7-65 | Tableau        |
| 19       | 27-02-2017 | Abierto Mexicano Telcel por HSBC, Acapulco            | Intern'l       | 226 750 $      | Dur (ext.)     | Lesia Tsurenko      | Kristina Mladenovic    | 6-1, 7-5       | Tableau        |
| 20       | 26-02-2018 | Abierto Mexicano Telcel por HSBC, Acapulco            | Intern'l       | 226 750 $      | Dur (ext.)     | Lesia Tsurenko      | Stefanie Vögele        | 5-7, 7-62, 6-2 | Tableau        |
| 21       | 25-02-2019 | Abierto Mexicano TELCEL presentado por HSBC, Acapulco | Intern'l       | 226 750 $      | Dur (ext.)     | Wang Yafan          | Sofia Kenin            | 2-6, 6-3, 7-5  | Tableau        |
| 22       | 24-02-2020 | Abierto Mexicano TELCEL presentado por HSBC, Acapulco | Intern'l       | 251 750 $      | Dur (ext.)     | Heather Watson      | Leylah Fernandez       | 6-4, 68-7, 6-1 | Tableau        |

### Double
| No       | Date       | Nom et lieu du tournoi                               | Catégorie      | Dotation       | Surface        | Vainqueures                                    | Finalistes                                    | Score              |                |
| -------- | ---------- | ---------------------------------------------------- | -------------- | -------------- | -------------- | ---------------------------------------------- | --------------------------------------------- | ------------------ | -------------- |
| 1        | 29-03-1965 | Pan-American Championships Mexico                    |                | NC             | Terre (ext.)   | Margaret Smith Lesley Turner                   | Rosie Darmon Patricia Reyes                   | 6-4, 6-0           | Tableau        |
|          | 1966-1968  | Pas de tournoi                                       | Pas de tournoi | Pas de tournoi | Pas de tournoi | Pas de tournoi                                 | Pas de tournoi                                | Pas de tournoi     | Pas de tournoi |
| Ère Open |            |                                                      |                |                |                |                                                |                                               |                    |                |
|          | 1969-2000  | Pas de tournoi                                       | Pas de tournoi | Pas de tournoi | Pas de tournoi | Pas de tournoi                                 | Pas de tournoi                                | Pas de tournoi     | Pas de tournoi |
| 2        | 26-02-2001 | Abierto Mexicano Pegaso Acapulco                     | Tier III       | 170 000 $      | Terre (ext.)   | María José Martínez Anabel Medina              | Virginia Ruano Pascual Paola Suárez           | 6-4, 6-75, 7-5     | Tableau        |
| 3        | 25-02-2002 | Abierto Mexicano Pegaso Acapulco                     | Tier III       | 200 000 $      | Terre (ext.)   | Virginia Ruano Pascual Paola Suárez            | Tina Križan Katarina Srebotnik                | 7-5, 6-1           | Tableau        |
| 4        | 24-02-2003 | Abierto Mexicano Pegaso Acapulco                     | Tier III       | 170 000 $      | Terre (ext.)   | Émilie Loit Åsa Svensson                       | Petra Mandula Patricia Wartusch               | 6-3, 6-1           | Tableau        |
| 5        | 01-03-2004 | Abierto Mexicano Movistar Acapulco                   | Tier III       | 170 000 $      | Terre (ext.)   | Lisa McShea Milagros Sequera                   | Olga Blahotová Gabriela Navrátilová           | 2-6, 7-65, 6-4     | Tableau        |
| 6        | 21-02-2005 | Abierto Mexicano HSBC Acapulco                       | Tier III       | 180 000 $      | Terre (ext.)   | Alina Jidkova Tatiana Perebiynis               | Rosa María Andrés C. Granados                 | 7-5, 6-3           | Tableau        |
| 7        | 27-02-2006 | Abierto Mexicano HSBC Acapulco                       | Tier III       | 180 000 $      | Terre (ext.)   | Anna-Lena Grönefeld Meghann Shaughnessy        | Shinobu Asagoe Émilie Loit                    | 6-1, 6-3           | Tableau        |
| 8        | 26-02-2007 | Abierto Mexicano Telcel Acapulco                     | Tier III       | 180 000 $      | Terre (ext.)   | Lourdes Domínguez Lino Arantxa Parra Santonja  | Émilie Loit Nicole Pratt                      | 6-3, 6-3           | Tableau        |
| 9        | 25-02-2008 | Abierto Mexicano Telcel HSBC Acapulco                | Tier III       | 180 000 $      | Terre (ext.)   | Nuria Llagostera Vives María José Martínez     | Iveta Benešová Petra Cetkovská                | 6-2, 6-4           | Tableau        |
| 10       | 23-02-2009 | Abierto Mexicano Telcel HSBC Acapulco                | Intern'l       | 220 000 $      | Terre (ext.)   | Nuria Llagostera Vives María José Martínez     | Lourdes Domínguez Lino Arantxa Parra Santonja | 6-4, 6-2           | Tableau        |
| 11       | 22-02-2010 | Abierto Mexicano Telcel HSBC Acapulco                | Intern'l       | 220 000 $      | Terre (ext.)   | Polona Hercog Barbora Z. Strýcová              | Sara Errani Roberta Vinci                     | 2-6, 6-1, [10-2]   | Tableau        |
| 12       | 21-02-2011 | Abierto Mexicano Telcel HSBC Acapulco                | Intern'l       | 220 000 $      | Terre (ext.)   | Mariya Koryttseva Raluca Olaru                 | Lourdes Domínguez Lino Arantxa Parra Santonja | 3-6, 6-1, [10-4]   | Tableau        |
| 13       | 27-02-2012 | Abierto Mexicano Telcel Acapulco                     | Intern'l       | 220 000 $      | Terre (ext.)   | Sara Errani Roberta Vinci                      | Lourdes Domínguez Lino Arantxa Parra Santonja | 6-2, 6-1           | Tableau        |
| 14       | 25-02-2013 | Abierto Mexicano Telcel Acapulco                     | Intern'l       | 235 000 $      | Terre (ext.)   | Lourdes Domínguez Lino Arantxa Parra Santonja  | Catalina Castaño Mariana Duque Mariño         | 6-4, 7-61          | Tableau        |
| 15       | 24-02-2014 | Abierto Mexicano Telcel Acapulco                     | Intern'l       | 226 750 $      | Dur (ext.)     | Kristina Mladenovic Galina Voskoboeva          | Petra Cetkovská Iveta Melzer                  | 6-3, 2-6, [10-5]   | Tableau        |
| 16       | 23-02-2015 | Abierto Mexicano Telcel por HSBC Acapulco            | Intern'l       | 226 750 $      | Dur (ext.)     | Lara Arruabarrena María Teresa Torró Flor      | Andrea Hlaváčková Lucie Hradecká              | 7-62, 5-7, [13-11] | Tableau        |
| 17       | 22-02-2016 | Abierto Mexicano Telcel por HSBC Acapulco            | Intern'l       | 226 750 $      | Dur (ext.)     | Anabel Medina Garrigues Arantxa Parra Santonja | Kiki Bertens Johanna Larsson                  | 6-0, 6-4           | Tableau        |
| 18       | 27-02-2017 | Abierto Mexicano Telcel por HSBC Acapulco            | Intern'l       | 226 750 $      | Dur (ext.)     | Darija Jurak Anastasia Rodionova               | Verónica Cepede Royg Mariana Duque Mariño     | 6-3, 6-2           | Tableau        |
| 19       | 26-02-2018 | Abierto Mexicano Telcel por HSBC Acapulco            | Intern'l       | 226 750 $      | Dur (ext.)     | Tatjana Maria Heather Watson                   | Kaitlyn Christian Sabrina Santamaria          | 7-5, 2-6, [10-2]   | Tableau        |
| 20       | 25-02-2019 | Abierto Mexicano TELCEL presentado por HSBC Acapulco | Intern'l       | 226 750 $      | Dur (ext.)     | Victoria Azarenka Zheng Saisai                 | Desirae Krawczyk Giuliana Olmos               | 6-1, 6-2           | Tableau        |
| 21       | 24-02-2020 | Abierto Mexicano TELCEL presentado por HSBC Acapulco | Intern'l       | 251 750 $      | Dur (ext.)     | Desirae Krawczyk Giuliana Olmos                | Kateryna Bondarenko Sharon Fichman            | 6-3, 7-65          | Tableau        |

## Palmarès messieurs

### Simple
| No | Date       | Nom et lieu du tournoi                                  | Catégorie       | Dotation       | Surface        | Vainqueur             | Finaliste                   | Score                   |                |
| -- | ---------- | ------------------------------------------------------- | --------------- | -------------- | -------------- | --------------------- | --------------------------- | ----------------------- | -------------- |
| 1  | 08-03-1976 | Mexico City WCT, Mexico                                 | GP World Series | 60 000 $       | Terre (ext.)   | Raúl Ramírez          | Eddie Dibbs                 | 7-64, 6-2               |                |
| 2  | 07-02-1977 | Mexico City WCT, Mexico                                 | GP World Series | 100 000 $      | Dur (ext.)     | Ilie Năstase          | Wojtek Fibak                | 4-6, 6-2, 7-66          |                |
| 3  | 30-01-1978 | Mexico City WCT, Mexico                                 | GP World Series | 50 000 $       | Dur (ext.)     | Raúl Ramírez          | Pat Dupré                   | 6-4, 6-1                |                |
| 4  | 25-09-1978 | Fall Mexican Open, Mexico                               | GP World Series | 50 000 $       | Terre (ext.)   | Vijay Amritraj        | Raúl Ramírez                | 6-4, 6-4                |                |
|    | 1979-1980  | Pas de tournoi                                          | Pas de tournoi  | Pas de tournoi | Pas de tournoi | Pas de tournoi        | Pas de tournoi              | Pas de tournoi          | Pas de tournoi |
| 5  | 23-02-1981 | Mexico City, Mexico                                     | GP World Series | 75 000 $       | Terre (ext.)   | Jaime Fillol          | David Carter                | 6-2, 6-3                |                |
| 6  | 18-01-1982 | Mexico City WCT, Mexico                                 | GP World Series | 300 000 $      | Terre (ext.)   | Tomáš Šmíd            | John Sadri                  | 3-6, 7-6, 4-6, 7-6, 6-2 |                |
|    | 1983-1992  | Pas de tournoi                                          | Pas de tournoi  | Pas de tournoi | Pas de tournoi | Pas de tournoi        | Pas de tournoi              | Pas de tournoi          | Pas de tournoi |
| 7  | 22-02-1993 | Abierto Mexicano Telcel, Mexico                         | World Series    | 275 000 $      | Terre (ext.)   | Thomas Muster         | Carlos Costa                | 6-2, 6-4                |                |
| 8  | 21-02-1994 | Abierto Mexicano Telcel, Mexico                         | World Series    | 300 000 $      | Terre (ext.)   | Thomas Muster         | Roberto Jabali              | 6-3, 6-1                |                |
| 9  | 27-02-1995 | Abierto Mexicano Telcel, Mexico                         | World Series    | 305 000 $      | Terre (ext.)   | Thomas Muster         | Fernando Meligeni           | 7-64, 7-5               |                |
| 10 | 04-03-1996 | Abierto Mexicano Telcel, Mexico                         | World Series    | 305 000 $      | Terre (ext.)   | Thomas Muster         | Jiří Novák                  | 7-63, 6-2               |                |
| 11 | 20-10-1997 | Abierto Mexicano Telcel, Mexico                         | World Series    | 305 000 $      | Terre (ext.)   | Francisco Clavet      | Juan Albert Viloca          | 6-4, 7-67               |                |
| 12 | 26-10-1998 | Abierto Mexicano Telcel, Mexico                         | Int' Series     | 315 000 $      | Terre (ext.)   | Jiří Novák            | Xavier Malisse              | 6-3, 6-3                |                |
|    | 1999       | Pas de tournoi                                          | Pas de tournoi  | Pas de tournoi | Pas de tournoi | Pas de tournoi        | Pas de tournoi              | Pas de tournoi          | Pas de tournoi |
| 13 | 21-02-2000 | Abierto Mexicano Telcel, Mexico                         | Series Gold     | 700 000 $      | Terre (ext.)   | Juan Ignacio Chela    | Mariano Puerta              | 6-4, 7-64               | Tableau        |
| 14 | 26-02-2001 | Abierto Mexicano Pegaso, Acapulco                       | Series Gold     | 700 000 $      | Terre (ext.)   | Gustavo Kuerten       | Galo Blanco                 | 6-4, 6-2                | Tableau        |
| 15 | 25-02-2002 | Abierto Mexicano Pegaso, Acapulco                       | Series Gold     | 700 000 $      | Terre (ext.)   | Carlos Moyà           | Fernando Meligeni           | 7-64, 7-64              | Tableau        |
| 16 | 24-02-2003 | Abierto Mexicano de Tenis Telefónica Movistar, Acapulco | Series Gold     | 665 000 $      | Terre (ext.)   | Agustín Calleri       | Mariano Zabaleta            | 7-5, 3-6, 6-3           | Tableau        |
| 17 | 01-03-2004 | Abierto Mexicano de Tenis Telefónica Movistar, Acapulco | Series Gold     | 627 000 $      | Terre (ext.)   | Carlos Moyà           | Fernando Verdasco           | 6-3, 6-0                | Tableau        |
| 18 | 21-02-2005 | Abierto Mexicano Telcel, Acapulco                       | Series Gold     | 618 000 $      | Terre (ext.)   | Rafael Nadal          | Albert Montañés             | 6-1, 6-0                | Tableau        |
| 19 | 27-02-2006 | Abierto Mexicano Telcel, Acapulco                       | Series Gold     | 665 000 $      | Terre (ext.)   | Luis Horna            | Juan Ignacio Chela          | 7-65, 6-4               | Tableau        |
| 20 | 26-02-2007 | Abierto Mexicano Telcel, Acapulco                       | Series Gold     | 732 000 $      | Terre (ext.)   | Juan Ignacio Chela    | Carlos Moyà                 | 6-3, 7-62               | Tableau        |
| 21 | 25-02-2008 | Abierto Mexicano Telcel, Acapulco                       | Series Gold     | 769 000 $      | Terre (ext.)   | Nicolás Almagro       | David Nalbandian            | 6-1, 7-61               | Tableau        |
| 22 | 23-02-2009 | Abierto Mexicano Telcel, Acapulco                       | ATP 500         | 1 100 000 $    | Terre (ext.)   | Nicolás Almagro       | Gaël Monfils                | 6-4, 6-4                | Tableau        |
| 23 | 22-02-2010 | Abierto Mexicano Telcel, Acapulco                       | ATP 500         | 955 000 $      | Terre (ext.)   | David Ferrer          | Juan Carlos Ferrero         | 6-3, 3-6, 6-1           | Tableau        |
| 24 | 21-02-2011 | Abierto Mexicano Telcel, Acapulco                       | ATP 500         | 1 100 000 $    | Terre (ext.)   | David Ferrer          | Nicolás Almagro             | 7-64, 62-7, 6-2         | Tableau        |
| 25 | 27-02-2012 | Abierto Mexicano Telcel, Acapulco                       | ATP 500         | 1 155 000 $    | Terre (ext.)   | David Ferrer          | Fernando Verdasco           | 6-1, 6-2                | Tableau        |
| 26 | 25-02-2013 | Abierto Mexicano Telcel por HSBC, Acapulco              | ATP 500         | 1 212 750 $    | Terre (ext.)   | Rafael Nadal          | David Ferrer                | 6-0, 6-2                | Tableau        |
| 27 | 24-02-2014 | Abierto Mexicano Telcel por HSBC, Acapulco              | ATP 500         | 1 309 770 $    | Dur (ext.)     | Grigor Dimitrov       | Kevin Anderson              | 7-61, 3-6, 7-65         | Tableau        |
| 28 | 23-02-2015 | Abierto Mexicano Telcel por HSBC, Acapulco              | ATP 500         | 1 414 550 $    | Dur (ext.)     | David Ferrer          | Kei Nishikori               | 6-3, 7-5                | Tableau        |
| 29 | 21-02-2016 | Abierto Mexicano Telcel por HSBC, Acapulco              | ATP 500         | 1 413 600 $    | Dur (ext.)     | Dominic Thiem         | Bernard Tomic               | 7-66, 4-6, 6-3          | Tableau        |
| 30 | 27-02-2017 | Abierto Mexicano Telcel por HSBC, Acapulco              | ATP 500         | 1 491 310 $    | Dur (ext.)     | Sam Querrey           | Rafael Nadal                | 6-3, 7-63               | Tableau        |
| 31 | 26-02-2018 | Abierto Mexicano Telcel por HSBC, Acapulco              | ATP 500         | 1 642 795 $    | Dur (ext.)     | Juan Martín del Potro | Kevin Anderson              | 6-4, 6-4                | Tableau        |
| 32 | 25-02-2019 | Abierto Mexicano Telcel por HSBC, Acapulco              | ATP 500         | 1 780 060 $    | Dur (ext.)     | Nick Kyrgios          | Alexander Zverev            | 6-3, 6-4                | Tableau        |
| 33 | 24-02-2020 | Abierto Mexicano Telcel por HSBC, Acapulco              | ATP 500         | 1 845 265 $    | Dur (ext.)     | Rafael Nadal          | Taylor Fritz                | 6-3, 6-2                | Tableau        |
| 34 | 15-03-2021 | Abierto Mexicano Telcel por HSBC, Acapulco              | ATP 500         | 1 204 960 $    | Dur (ext.)     | Alexander Zverev      | Stéfanos Tsitsipás          | 6-4, 7-63               | Tableau        |
| 35 | 21-02-2022 | Abierto Mexicano Telcel por HSBC, Acapulco              | ATP 500         | 1 678 065 $    | Dur (ext.)     | Rafael Nadal          | Cameron Norrie              | 6-4, 6-4                | Tableau        |
| 36 | 27-02-2023 | Abierto Mexicano Telcel por HSBC, Acapulco              | ATP 500         | 2 013 940 $    | Dur (ext.)     | Alex de Minaur        | Tommy Paul                  | 3-6, 6-4, 6-1           | Tableau        |
| 37 | 26-02-2024 | Abierto Mexicano Telcel por HSBC, Acapulco              | ATP 500         | 2 206 080 $    | Dur (ext.)     | Alex de Minaur        | Casper Ruud                 | 6-4, 6-4                | Tableau        |
| 38 | 24-02-2025 | Abierto Mexicano Telcel por HSBC, Acapulco              | ATP 500         | 2 585 410 $    | Dur (ext.)     | Tomáš Macháč          | Alejandro Davidovich Fokina | 7-66, 6-2               | Tableau        |

### Double
| No | Date       | Nom et lieu du tournoi                                  | Catégorie       | Dotation       | Surface        | Vainqueurs                         | Finalistes                         | Score              |                |
| -- | ---------- | ------------------------------------------------------- | --------------- | -------------- | -------------- | ---------------------------------- | ---------------------------------- | ------------------ | -------------- |
| 1  | 08-03-1976 | Mexico City WCT, Mexico                                 | GP World Series | 60 000 $       | Terre (ext.)   | Brian Gottfried Raúl Ramírez       | Ismail El Shafei Brian Fairlie     | 6-4, 7-64          |                |
| 2  | 07-02-1977 | Mexico City WCT, Mexico                                 | GP World Series | 100 000 $      | Dur (ext.)     | Wojtek Fibak Tom Okker             | Ilie Năstase Adriano Panatta       | 6-2, 6-3           |                |
| 3  | 30-01-1978 | Mexico City WCT, Mexico                                 | GP World Series | 50 000 $       | Dur (ext.)     | Gene Mayer Sashi Menon             | Marcello Lara Raúl Ramírez         | 6-3, 7-6           |                |
| 4  | 25-09-1978 | Fall Mexican Open, Mexico                               | GP World Series | 50 000 $       | Terre (ext.)   | Anand Amritraj Vijay Amritraj      | Fred McNair Raúl Ramírez           | 6-4, 7-5           |                |
|    | 1979-1980  | Pas de tournoi                                          | Pas de tournoi  | Pas de tournoi | Pas de tournoi | Pas de tournoi                     | Pas de tournoi                     | Pas de tournoi     | Pas de tournoi |
| 5  | 23-02-1981 | Mexico City, Mexico                                     | GP World Series | 75 000 $       | Terre (ext.)   | Marty Davis Chris Dunk             | John Alexander Ross Case           | 6-3, 6-4           |                |
| 6  | 18-01-1982 | Mexico City WCT, Mexico                                 | GP World Series | 300 000 $      | Terre (ext.)   | S. Stewart Ferdi Taygan            | Tomáš Šmíd Balázs Taróczy          | 6-4, 7-5           |                |
|    | 1983-1992  | Pas de tournoi                                          | Pas de tournoi  | Pas de tournoi | Pas de tournoi | Pas de tournoi                     | Pas de tournoi                     | Pas de tournoi     | Pas de tournoi |
| 7  | 22-02-1993 | Abierto Mexicano Telcel, Mexico                         | World Series    | 275 000 $      | Terre (ext.)   | Leonardo Lavalle Jaime Oncins      | Horacio de la Peña Jorge Lozano    | 7-6, 6-4           |                |
| 8  | 21-02-1994 | Abierto Mexicano Telcel, Mexico                         | World Series    | 300 000 $      | Terre (ext.)   | F. Montana Bryan Shelton           | Luke Jensen Murphy Jensen          | 6-3, 6-4           |                |
| 9  | 27-02-1995 | Abierto Mexicano Telcel, Mexico                         | World Series    | 305 000 $      | Terre (ext.)   | Javier Frana Leonardo Lavalle      | M.-K. Goellner Diego Nargiso       | 7-5, 6-3           |                |
| 10 | 04-03-1996 | Abierto Mexicano Telcel, Mexico                         | World Series    | 305 000 $      | Terre (ext.)   | Donald Johnson F. Montana          | Nicolás Pereira Emilio Sánchez     | 6-2, 6-4           |                |
| 11 | 20-10-1997 | Abierto Mexicano Telcel, Mexico                         | World Series    | 305 000 $      | Terre (ext.)   | Nicolás Lapentti Daniel Orsanic    | Luis Herrera Mariano Sánchez       | 4-6, 6-3, 7-6      |                |
| 12 | 26-10-1998 | Abierto Mexicano Telcel, Mexico                         | Int' Series     | 315 000 $      | Terre (ext.)   | Jiří Novák David Rikl              | Daniel Orsanic David Roditi        | 6-4, 6-2           |                |
|    | 1999       | Pas de tournoi                                          | Pas de tournoi  | Pas de tournoi | Pas de tournoi | Pas de tournoi                     | Pas de tournoi                     | Pas de tournoi     | Pas de tournoi |
| 13 | 21-02-2000 | Abierto Mexicano Telcel, Mexico                         | Series Gold     | 700 000 $      | Terre (ext.)   | Byron Black Donald Johnson         | Gastón Etlis Martín Rodríguez      | 6-3, 7-5           | Tableau        |
| 14 | 26-02-2001 | Abierto Mexicano Pegaso, Acapulco                       | Series Gold     | 700 000 $      | Terre (ext.)   | Donald Johnson Gustavo Kuerten     | David Adams Martín García          | 6-3, 7-65          | Tableau        |
| 15 | 25-02-2002 | Abierto Mexicano Pegaso, Acapulco                       | Series Gold     | 700 000 $      | Terre (ext.)   | Bob Bryan Mike Bryan               | Martin Damm David Rikl             | 6-1, 3-6, [10-2]   | Tableau        |
| 16 | 24-02-2003 | Abierto Mexicano de Tenis Telefónica Movistar, Acapulco | Series Gold     | 665 000 $      | Terre (ext.)   | Mark Knowles Daniel Nestor         | David Ferrer Fernando Vicente      | 6-3, 6-3           | Tableau        |
| 17 | 01-03-2004 | Abierto Mexicano de Tenis Telefónica Movistar, Acapulco | Series Gold     | 627 000 $      | Terre (ext.)   | Bob Bryan Mike Bryan               | Juan Ignacio Chela Nicolás Massú   | 6-2, 6-3           | Tableau        |
| 18 | 21-02-2005 | Abierto Mexicano Telcel, Acapulco                       | Series Gold     | 618 000 $      | Terre (ext.)   | David Ferrer Santiago Ventura      | Jiří Vaněk Tomáš Zíb               | 4-6, 6-1, 6-4      | Tableau        |
| 19 | 27-02-2006 | Abierto Mexicano Telcel, Acapulco                       | Series Gold     | 665 000 $      | Terre (ext.)   | František Čermák Leoš Friedl       | Potito Starace Filippo Volandri    | 7-5, 6-2           | Tableau        |
| 20 | 26-02-2007 | Abierto Mexicano Telcel, Acapulco                       | Series Gold     | 732 000 $      | Terre (ext.)   | Potito Starace Martín Vassallo     | Lukáš Dlouhý Pavel Vízner          | 6-0, 6-2           | Tableau        |
| 21 | 25-02-2008 | Abierto Mexicano Telcel, Acapulco                       | Series Gold     | 769 000 $      | Terre (ext.)   | Oliver Marach Michal Mertiňák      | Agustín Calleri Luis Horna         | 6-2, 63-7, [10-7]  | Tableau        |
| 22 | 23-02-2009 | Abierto Mexicano Telcel, Acapulco                       | ATP 500         | 1 100 000 $    | Terre (ext.)   | František Čermák Michal Mertiňák   | Łukasz Kubot Oliver Marach         | 4-6, 6-4, [10-7]   | Tableau        |
| 23 | 22-02-2010 | Abierto Mexicano Telcel, Acapulco                       | ATP 500         | 955 000 $      | Terre (ext.)   | Łukasz Kubot Oliver Marach         | Fabio Fognini Potito Starace       | 6-0, 6-0           | Tableau        |
| 24 | 21-02-2011 | Abierto Mexicano Telcel, Acapulco                       | ATP 500         | 1 100 000 $    | Terre (ext.)   | Victor Hănescu Horia Tecău         | Marcelo Melo Bruno Soares          | 6-1, 6-3           | Tableau        |
| 25 | 27-02-2012 | Abierto Mexicano Telcel, Acapulco                       | ATP 500         | 1 155 000 $    | Terre (ext.)   | David Marrero F. Verdasco          | Marc López Marcel Granollers       | 6-3, 6-4           | Tableau        |
| 26 | 25-02-2013 | Abierto Mexicano Telcel por HSBC, Acapulco              | ATP 500         | 1 212 750 $    | Terre (ext.)   | Łukasz Kubot David Marrero         | Simone Bolelli Fabio Fognini       | 7-5, 6-2           | Tableau        |
| 27 | 24-02-2014 | Abierto Mexicano Telcel por HSBC, Acapulco              | ATP 500         | 1 309 770 $    | Dur (ext.)     | Kevin Anderson Matthew Ebden       | Feliciano López Max Mirnyi         | 6-3, 6-3           | Tableau        |
| 28 | 23-02-2015 | Abierto Mexicano Telcel por HSBC, Acapulco              | ATP 500         | 1 414 550 $    | Dur (ext.)     | Ivan Dodig Marcelo Melo            | M. Fyrstenberg Santiago González   | 7-62, 5-7, [10-3]  | Tableau        |
| 29 | 21-02-2016 | Abierto Mexicano Telcel por HSBC, Acapulco              | ATP 500         | 1 413 600 $    | Dur (ext.)     | T. C. Huey Max Mirnyi              | Philipp Petzschner Alexander Peya  | 7-65, 6-3          | Tableau        |
| 30 | 27-02-2017 | Abierto Mexicano Telcel por HSBC, Acapulco              | ATP 500         | 1 491 310 $    | Dur (ext.)     | Jamie Murray Bruno Soares          | John Isner Feliciano López         | 6-3, 6-3           | Tableau        |
| 31 | 26-02-2018 | Abierto Mexicano Telcel por HSBC, Acapulco              | ATP 500         | 1 642 795 $    | Dur (ext.)     | Jamie Murray Bruno Soares          | Bob Bryan Mike Bryan               | 7-64, 7-5          | Tableau        |
| 32 | 25-02-2019 | Abierto Mexicano Telcel por HSBC, Acapulco              | ATP 500         | 1 780 060 $    | Dur (ext.)     | Alexander Zverev Mischa Zverev     | Austin Krajicek Artem Sitak        | 2-6, 7-64, [10-5]  | Tableau        |
| 33 | 24-02-2020 | Abierto Mexicano Telcel por HSBC, Acapulco              | ATP 500         | 1 845 265 $    | Dur (ext.)     | Łukasz Kubot Marcelo Melo          | J. S. Cabal Robert Farah           | 7-66, 64-7, [11-9] | Tableau        |
| 34 | 15-03-2021 | Abierto Mexicano Telcel por HSBC, Acapulco              | ATP 500         | 1 204 960 $    | Dur (ext.)     | Ken Skupski Neal Skupski           | Marcel Granollers Horacio Zeballos | 7-63, 6-4          | Tableau        |
| 35 | 21-02-2022 | Abierto Mexicano Telcel por HSBC, Acapulco              | ATP 500         | 1 678 065 $    | Dur (ext.)     | Feliciano López Stéfanos Tsitsipás | Marcelo Arévalo Jean-Julien Rojer  | 7-5, 6-4           | Tableau        |
| 36 | 27-02-2023 | Abierto Mexicano Telcel por HSBC, Acapulco              | ATP 500         | 2 013 940 $    | Dur (ext.)     | Alexander Erler Lucas Miedler      | Nathaniel Lammons Jackson Withrow  | 7-69, 7-63         | Tableau        |
| 37 | 26-02-2024 | Abierto Mexicano Telcel por HSBC, Acapulco              | ATP 500         | 2 206 080 $    | Dur (ext.)     | Hugo Nys Jan Zieliński             | Santiago González Neal Skupski     | 6-3, 6-2           | Tableau        |
| 38 | 24-02-2025 | Abierto Mexicano Telcel por HSBC, Acapulco              | ATP 500         | 2 585 410 $    | Dur (ext.)     | Christian Harrison Evan King       | Sadio Doumbia Fabien Reboul        | 6-4, 6-0           | Tableau        |